# NGC 3982
NGC 3982 è una galassia a spirale intermedia posta a circa 68 milioni di anni luce nella costellazione dell'Orsa Maggiore; è stata scoperta da William Herschel il 14 aprile 1789 e erroneamente classificata come nebulosa planetaria.
NGC 3982 fa parte del gruppo di M109.

## Osservazione
Con una magnitudine apparente di +12.0, questa galassia può essere scorta solo con un telescopio di media potenza: usando piccoli telescopi appare come una nebulosa molto debole, con una regione centrale leggermente più brillante.
La sua posizione è fortemente boreale e ciò comporta che la galassia sia osservabile prevalentemente dall'emisfero nord, dove si presenta circumpolare anche da gran parte delle regioni temperate; dall'emisfero sud la sua visibilità è invece limitata alle regioni temperate inferiori e alla fascia tropicale.
Il periodo migliore per la sua osservazione nel cielo serale ricade nei mesi compresi fra febbraio e giugno; nell'emisfero nord è visibile anche per buona parte dell'estate, grazie alla declinazione boreale della galassia, mentre nell'emisfero sud può essere osservata in particolare durante i mesi autunnali australi.

## Caratteristiche

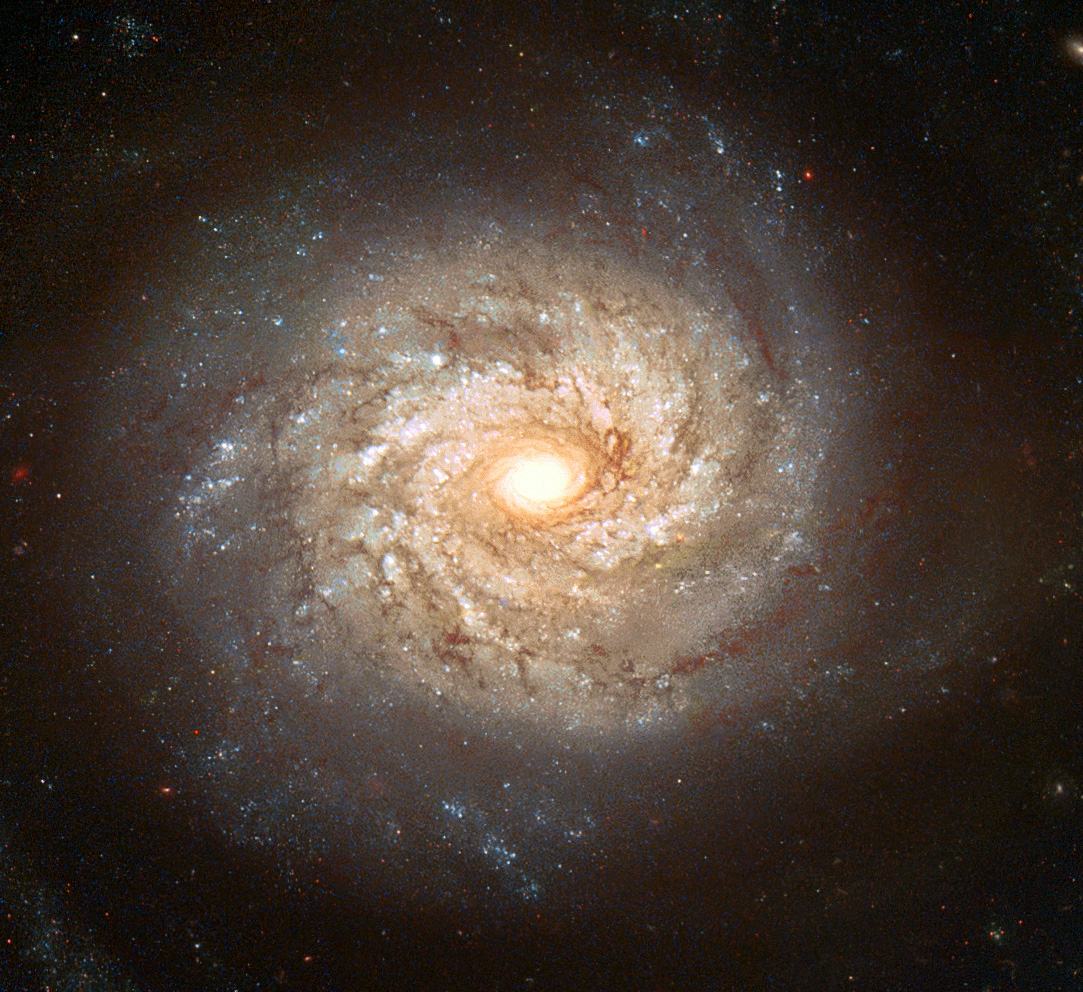
NGC 3982

NGC 3892 è una Galassia di Seyfert 2, estesa circa 30.000 anni luce, circa un terzo delle dimensioni della Via Lattea, e si sta allontanando da noi alla velocità di circa 1109 km/s.
Strutturalmente è una galassia a spirale intermedia al cui interno è celato un enorme buco nero supermassiccio.
Nei bracci di NGC 3982 è presente un alto tasso di nascita di stelle calde e massicce, fiancheggiate da regioni di formazione stellare rosa di idrogeno incandescente e da neonati ammassi stellari. Il nucleo, più luminoso, è sede di grandi popolazioni di stelle più vecchie, che sono molto più ravvicinate verso il centro; la formazione di stelle in questa regione intorno al nucleo è stimata in 0,52 masse solari l'anno.
Le immagini del telescopio spaziale Hubble mostrano tra questa regione e il nucleo anche la presenza di una mini spirale, che potrebbe essere il flusso attraverso il quale gas, polveri e stelle finiscono nel buco nero.
NGC 3982 è membro del Gruppo di M109, un gruppo di galassie situate nella costellazione dell'Orsa Maggiore che può contenere più di 50 galassie. Il gruppo prende il nome dalla galassia più brillante, appunto M109.
Gli astronomi sono interessati a studiare questa galassia, in quanto può aiutare a misurare le distanze extragalattiche.

## Supernova 1998aq
Nel 1998, l'astrofilo inglese Mark Armstrong scoprì una supernova in NGC 3982.
Questa supernova (di tipo Ia), chiamata in seguito SN 1998aq, venne scoperta quando possedeva una magnitudine apparente di +14.9, ma due giorni dopo la scoperta aumentò sensibilmente la sua luminosità, raggiungendo la magnitudine di picco di +14.0.